# Chapa Dara (distrikt)
Chapa Dara är ett distrikt i Afghanistan. Det ligger i provinsen Kunar, i den nordöstra delen av landet, 150 kilometer öster om huvudstaden Kabul. Administrativ huvudort är Chapa Dara.
Distriktet beräknades år 2022 ha cirka 36 000 invånare.